# Primo test di volo integrato di Starship
Il primo volo integrato di Starship (generalmente chiamato IFT-1) è stato il primo test di volo di un veicolo Starship insieme a un Booster Super Heavy di SpaceX. Il lancio della missione è avvenuto il 20 aprile 2023, e il veicolo è stato distrutto meno di quattro minuti dopo il decollo da Starbase, la base di test e lancio per Starship di SpaceX a Boca Chica, in Texas. Al lancio il veicolo è diventato il razzo più potente mai volato, battendo il record precedentemente detenuto dal razzo N1 dell'Unione Sovietica. Il record è stato nuovamente superato nel secondo volo integrato di Starship.

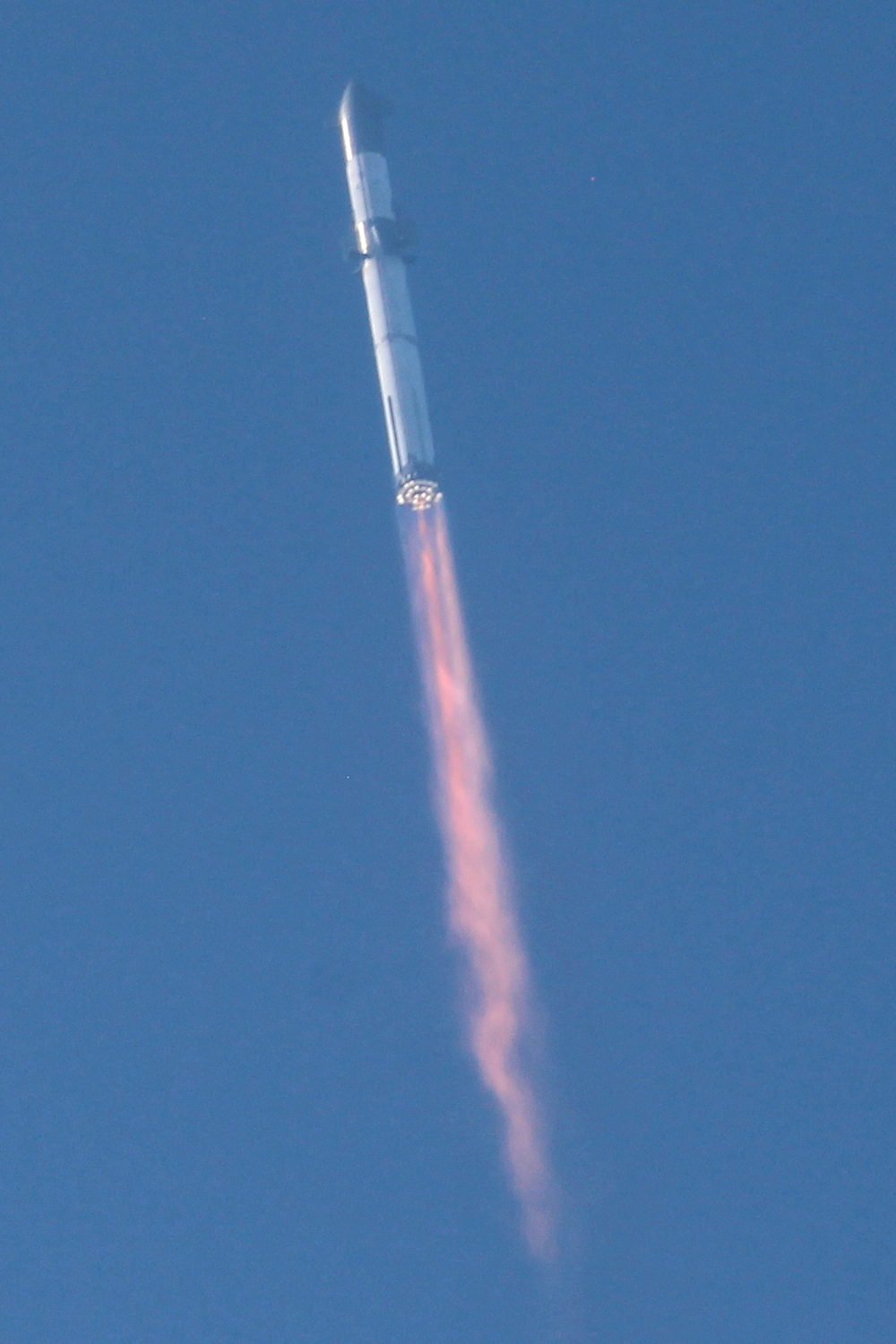
Starship 24 e il Booster in 7 in volo durante il primo test integrato

Il lancio faceva parte del programma di sviluppo Starship di SpaceX. Prima del lancio, i funzionari di SpaceX hanno affermato che avrebbero misurato il successo della missione “in base a quanto possiamo imparare” e che i vari eventi di missione pianificati “non sono necessari per un test di successo”. Il volo è stato generalmente considerato come un passo avanti nello sviluppo di Starship e una serie di funzionari pubblici si sono congratulati con SpaceX, tra cui l'amministratore della NASA Bill Nelson e il direttore generale dell'ESA Josef Aschbacher.
Secondo il piano di volo, il secondo stadio Starship avrebbe dovuto completare quasi un'intera orbita attorno alla Terra prima di rientrare nell'atmosfera, eseguendo un atterraggio controllato nell'Oceano Pacifico vicino alle Hawaii. Il booster Super Heavy avrebbe dovuto eseguire un atterraggio simile nel Golfo del Messico, a circa 30 km al largo della costa del Texas, circa 8 minuti dopo il decollo.
Il razzo è decollato alle 15:33 italiane (13:33 UTC). Il decollo ha danneggiato la piattaforma di lancio e le infrastrutture circostanti, in modo, secondo SpaceX, inaspettato. Alcuni detriti si sono sparsi nel Boca Chica State Park. Tre motori non si sono avviati o si sono interrotti prima del decollo e altri si sono guastati durante il volo. Il veicolo ha superato il punto di massima pressione aerodimanica ed è entrato in volo supersonico, ma, a causa della mancanza di spinta e di controllo del vettore, non è stata effettuata la separazione degli stadi. Starship ha iniziato a roteare su se stessa, perdendo altitudine, e il sistema autonomo di terminazione del volo (AFTS) venne attivato, distruggendo il veicolo circa 40 secondi dopo, in ritardo rispetto a quanto previsto, dopo quasi 4 minuti di volo.
Dopo il test, la Federal Aviation Administration (FAA) ha sospeso il programma di lancio in attesa dei risultati di un'indagine sull'incidente da parte di SpaceX e supervisionata dalla stessa FAA, come da standard. Nell'agosto 2023, SpaceX ha presentato alla FAA 63 azioni correttive che avrebbe dovuto intraprendere per poter eseguire in sicurezza un nuovo lancio di Starship.
Un secondo test di volo integrato per Starship è avvenuto il 18 novembre 2023. Il lancio non ha ripetuto i problemi riscontrati durante il primo volo e il veicolo ha eseguito con successo la separazione degli stadi, anche se entrambi i veicoli sono andati persi in seguito.